# Counterfeit²
Counterfeit² este cel de al doilea album lansat de către Martin Gore, compozitorul principal al formației Depeche Mode (primul său album fiind Counterfeit e.p. lansat în 1989).
Lansat în 28 aprilie 2003 în Europa și în 29 aprilie 2003 în SUA, Counterfeit² conține 11 cover-uri ale pieselor muzicale, pe care Gore  consideră că au o influență asupra compozițiilor lui pentru Depeche Mode. El și-a înregistrat albumul în același timp cu primul album solo al lui Dave Gahan, Paper Monsters și tot în același timp când și Andrew Fletcher a produs albumul de debut al formației Client. Counterfeit² conține și o piesă muzicală cântată în întregime în limba germană ("Das Lied vom einsamen Mädchen").

## Lista melodiilor
1. "In My Time of Dying" – 4:24 (versiunea lui Gore este influențată de cea al lui Bob Dylan, dar versiunea lui Led Zeppelin este mult mai cunoscută)
2. "Stardust" – 3:08 (scris de către David Essex)
3. "I Cast a Lonesome Shadow" – 4:51 (scris de către Hank Thompson/Lynn Russwurm)
4. "In My Other World" – 3:53 (scris de către Julee Cruise/Louis Tucci)
5. "Loverman" – 7:02 (scris de către Nick Cave)
6. "By This River" – 4:01 (scris de către Brian Eno/Hans-Joachim Roedelius/Dieter Moebius)
7. "Lost in the Stars" – 2:52 (scris de către Maxwell Anderson/Kurt Weill)
8. "Oh My Love" – 3:33 (scris de către John Lennon/Yoko Ono)
9. "Das Lied vom einsamen Mädchen" – 5:25 (scris de către Werner R. Heyman/Robert Gilbert)
10. "Tiny Girls" – 3:20 (scris de către David Bowie/Iggy Pop)
11. "Candy Says" – 4:35 (scris de către Lou Reed)

## Single-uri

### Stardust
Un single pentru melodia Stardust a fost lansat. El conține pe fața B melodia "Life Is Strange" (Marc Bolan și T. Rex) și un videoclip pentru "Left Hand Luke and the Beggar Boys" (T. Rex) împreună cu numeroase remix-uri ale melodiilor "Stardust" și "I Cast a Lonesome Shadow".

### Loverman EP²
Lansarea lui "Loverman EP² conține mix-uri ale melodiilor "Loverman" și "Das Lied vom einsamen Mädchen". De asemenea a fost o versiune cu DVD care a inclus imagini din show-ul făcut de Martin în Milano pe 30 aprilie 2003 împreună cu un interview. A fost lansat în Noiembrie in Marea Britanie dar nu a fost lansat în America.